# Малу-Винет (Арджеш)
Малу-Винет (рум. Malu Vânăt) — село у повіті Арджеш в Румунії. Входить до складу комуни Мерішань.
Село розташоване на відстані 124 км на північний захід від Бухареста, 17 км на північний захід від Пітешть, 103 км на північний схід від Крайови, 101 км на південний захід від Брашова.

## Населення
За даними перепису населення 2002 року у селі проживали 708 осіб. Усі жителі села рідною мовою назвали румунську.
Національний склад населення села:
| Національність | Кількість осіб | Відсоток |
| -------------- | -------------- | -------- |
| румуни         | 701            | 99,0%    |
| цигани         | 7              | 1,0%     |